# Chaetocosmetes vethi
Chaetocosmetes vethi är en skalbaggsart som beskrevs av Moser 1917. Chaetocosmetes vethi ingår i släktet Chaetocosmetes och familjen Melolonthidae. Inga underarter finns listade i Catalogue of Life.